# Nikolai Stefanovici Bejanițchi
Sfântul Nikolai Stefanovici Bejanițchi (în rusă Николай Стефанович Бежаницкий; n. 14 decembrie 1859, Priipalu, Õru, Regiunea Valga, Estonia – d. 14 ianuarie 1919, Tartu, Regiunea Tartu, Estonia) a fost un protopop din gubernia Livonia a Imperiului Rus, ucis de autoritățile bolșevice în timpul Revoluției Ruse. Este considerat un sfânt martir ortodox. A fost canonizat de Biserica Ortodoxă Rusă în 2000 și este sărbătorit la data de 1 ianuarie. Este unul dintre cei trei Sfinți Martiri de la Tartu.

## Viață

### Tinerețe
Nikolai Stefanovici Bejanițchi s-a născut la 14 decembrie 1859 în Priipalu, gubernia Livonia, Imperiul Rus. Atât tatăl său, cât și toți cei patru frați ai acestuia au fost preoți ortodocși ai Episcopiei de Riga.